# Confissão de Schleitheim
A Confissão de Schleitheim é uma confissão de fé dos Irmãos Suíços anabatistas, publicado em 24 de fevereiro de 1527.

## Origem

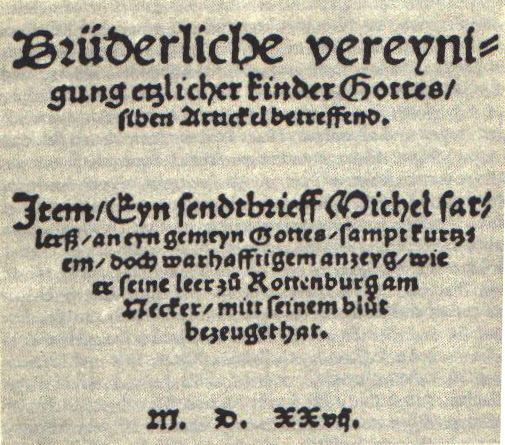
Artículo da Confissão de Schleitheim

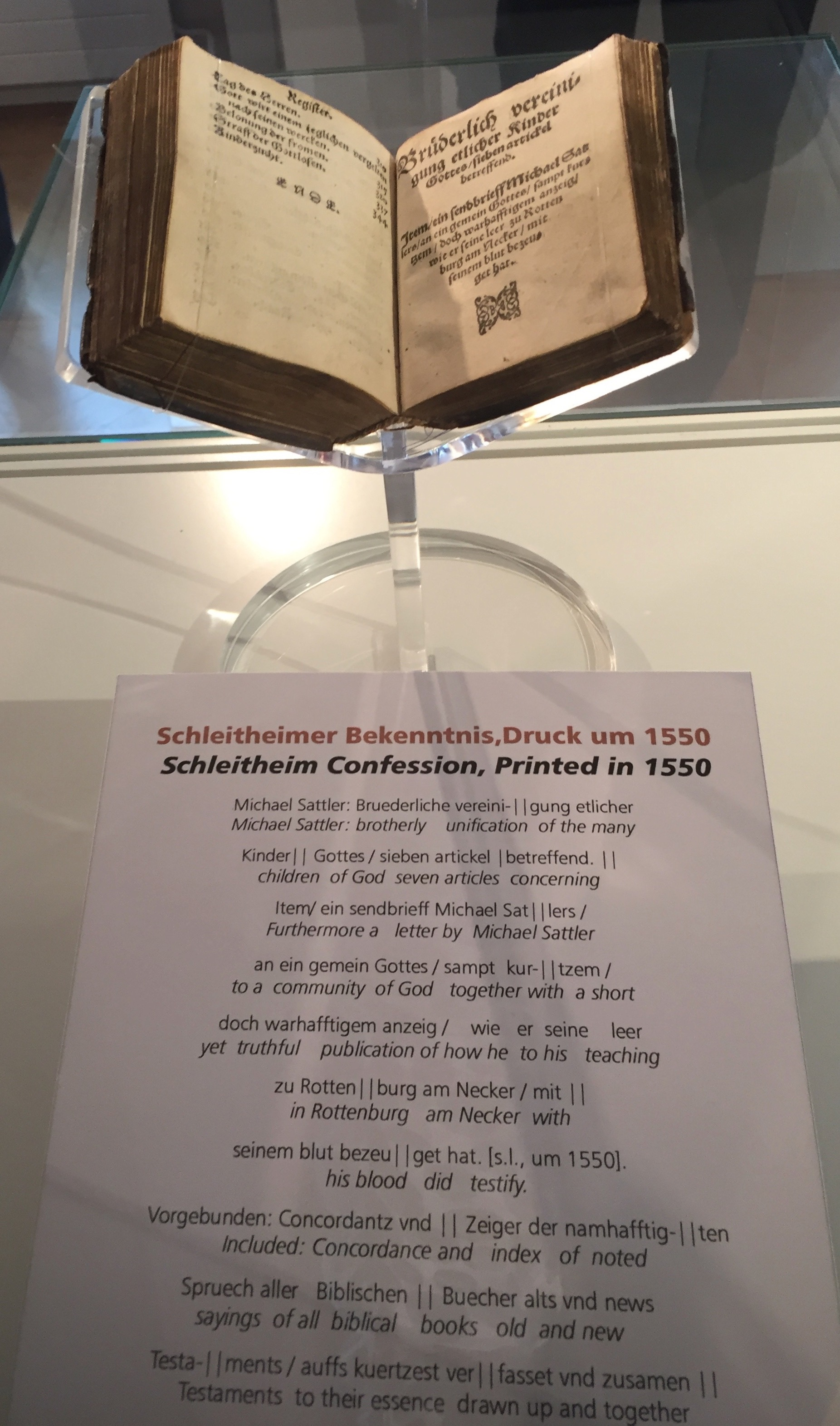
Confissão de Schleitheim impressa em 1550, exposta na Sala Anabatista do Museu de História Local em Schleitheim, Suíça.

A Confissão de Schleitheim foi publicada em 1527, depois de uma Conferência dos Irmãos Suíços anabatistas, em 24 de fevereiro de 1527. Seu principal editor foi o líder anabatista chamado Miguel Sattler.

## Doutrinas
A confissão consistiu em sete artigos, escritos durante um período de perseguição severa:
- Batismo do crente: O batismo é administrado para aqueles que conscientemente se arrependeram, mudaram suas vidas e creem que Cristo morreu pelos seus pecados e que o solicita para si (as características de um novo nascimento). Os bebês, portanto, não deveriam ser batizados.
- O Banimento (excomunhão): Um cristão deve viver com disciplina e caminhar no caminho da justiça. Aquele que escorregar e cair em pecado deve ser repreendido duas vezes em segredo, mas a terceira ofensa deve ser abertamente disciplinada e banida como recurso final. Isso sempre deve ocorrer antes do partir do pão.
- Partir do Pão (ceia): Somente aqueles que foram batizados podem participar da ceia. A participação na comunhão é uma lembrança do corpo e do sangue de Cristo; o corpo e o sangue reais de Cristo não estão presentes no sacramento.
- Separação do Mal: A comunidade de cristãos não terá associação com aqueles que permanecem em desobediência e espírito de rebelião contra Deus. Não pode haver comunhão com os perversos do mundo; não pode haver participação em obras, cultos, encontros e assuntos civis daqueles que vivem em contradição com os mandamentos de Deus (católicos e protestantes).[3]
- Pastores na Igreja: Os pastores devem ser homens de boa reputação. Algumas das responsabilidades que devem realizar fielmente são ensinar, disciplinar, proibir, liderar a oração e os sacramentos. Eles devem ser apoiados pela igreja, mas também devem ser disciplinados se pecarem.
- A espada (pacifismo cristão) — não resistência: A violência não deve ser usada em nenhuma circunstância. O caminho da não-violência é modelado segundo o exemplo de Cristo, que nunca apresentou violência contra a perseguição ou como punição pelo pecado. Um cristão não deve julgar as disputas mundanas. Não é apropriado que um cristão sirva de magistrado; um magistrado age de acordo com as regras do mundo, não de acordo com as regras do céu; suas armas são mundanas, mas as armas de um cristão são espirituais.
- O juramento: Nenhum deve ser feito porque Jesus proibiu a realização de juramentos e xingamentos. Testificar não é o mesmo que jurar. Quando uma pessoa testemunha, está afirmando o presente, seja bom ou mal.[4]